# アムステルダム・スキポール空港

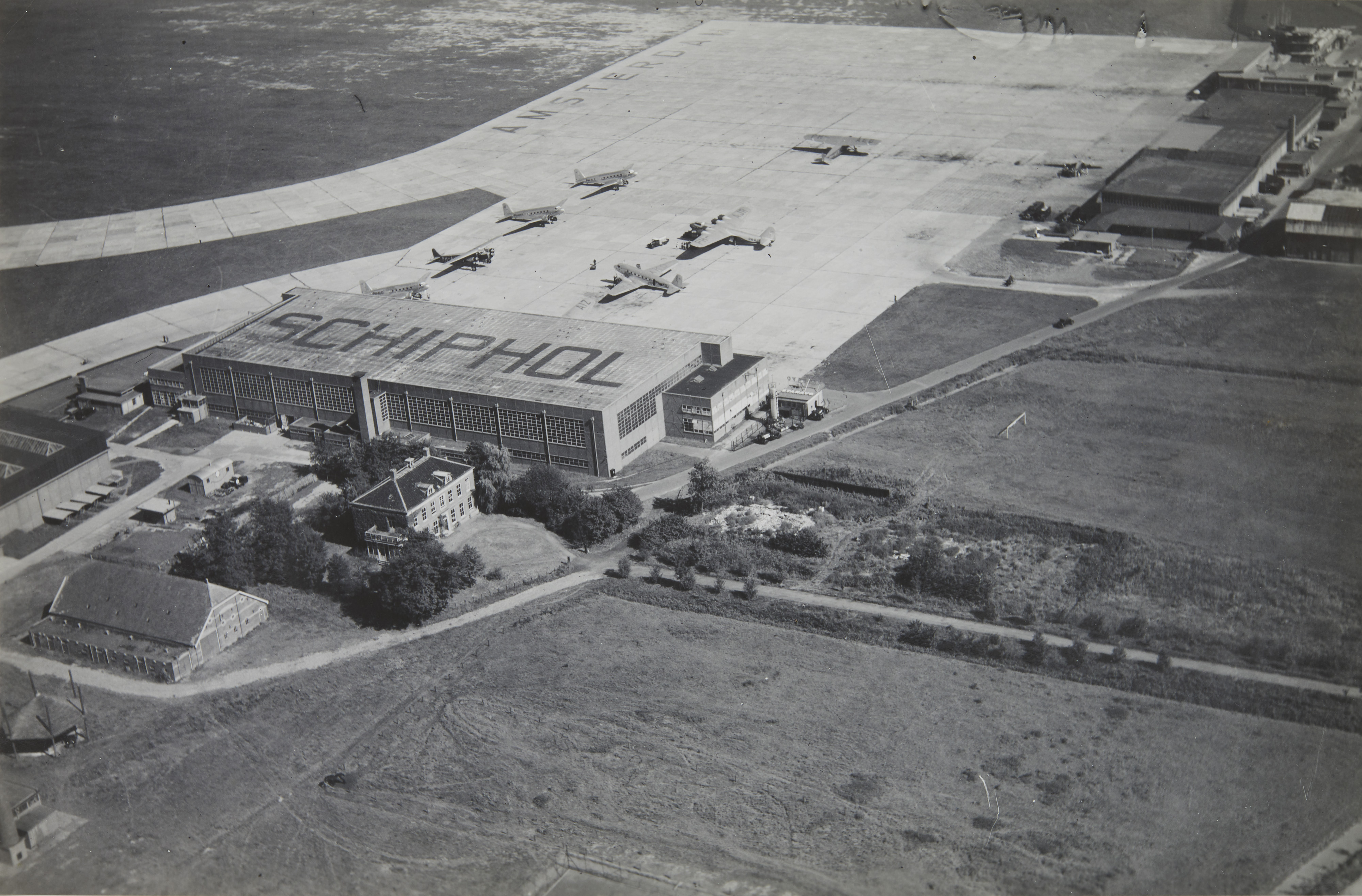
第二次世界大戦前のスキポール空港

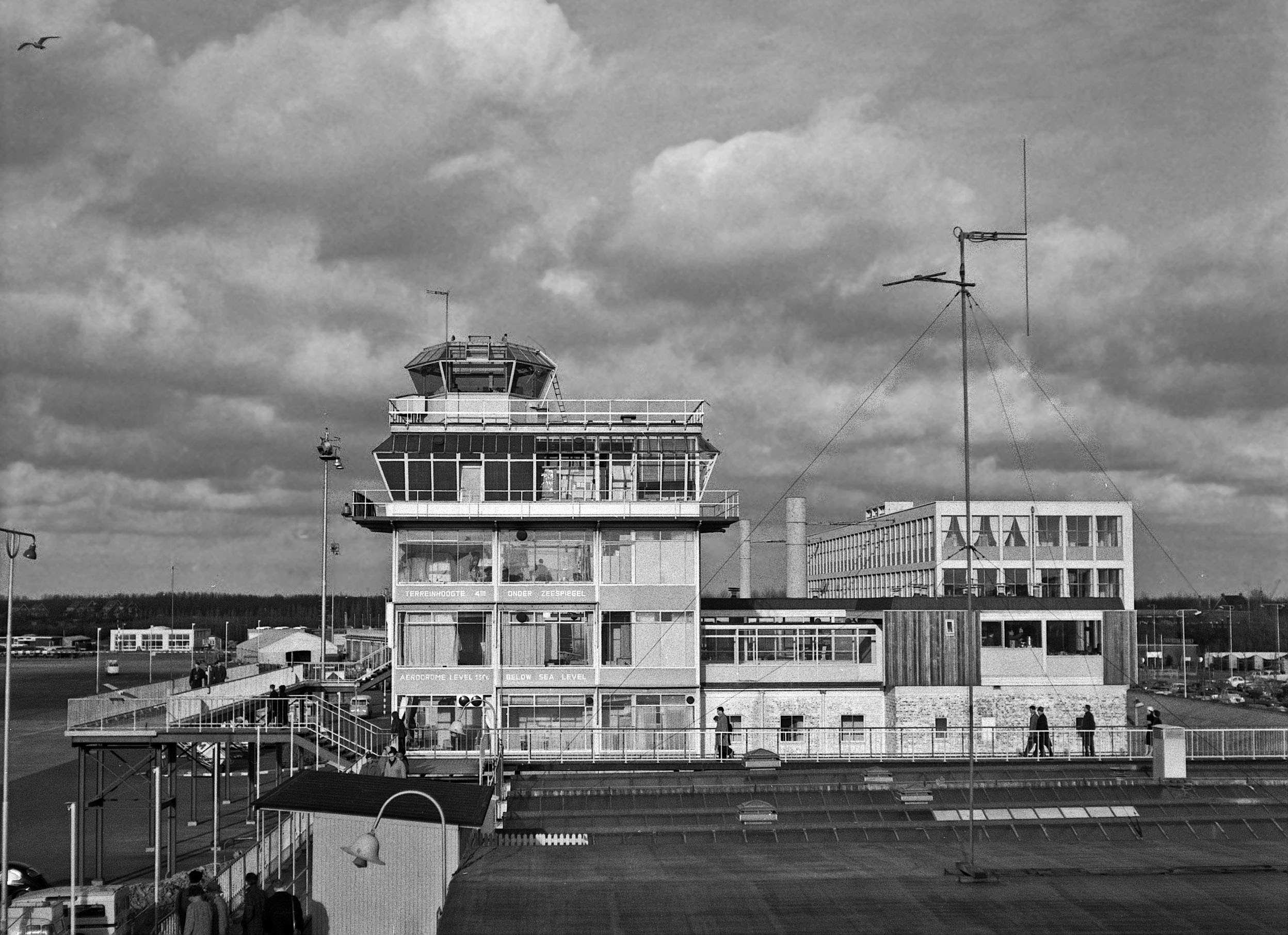
管制塔　1960年

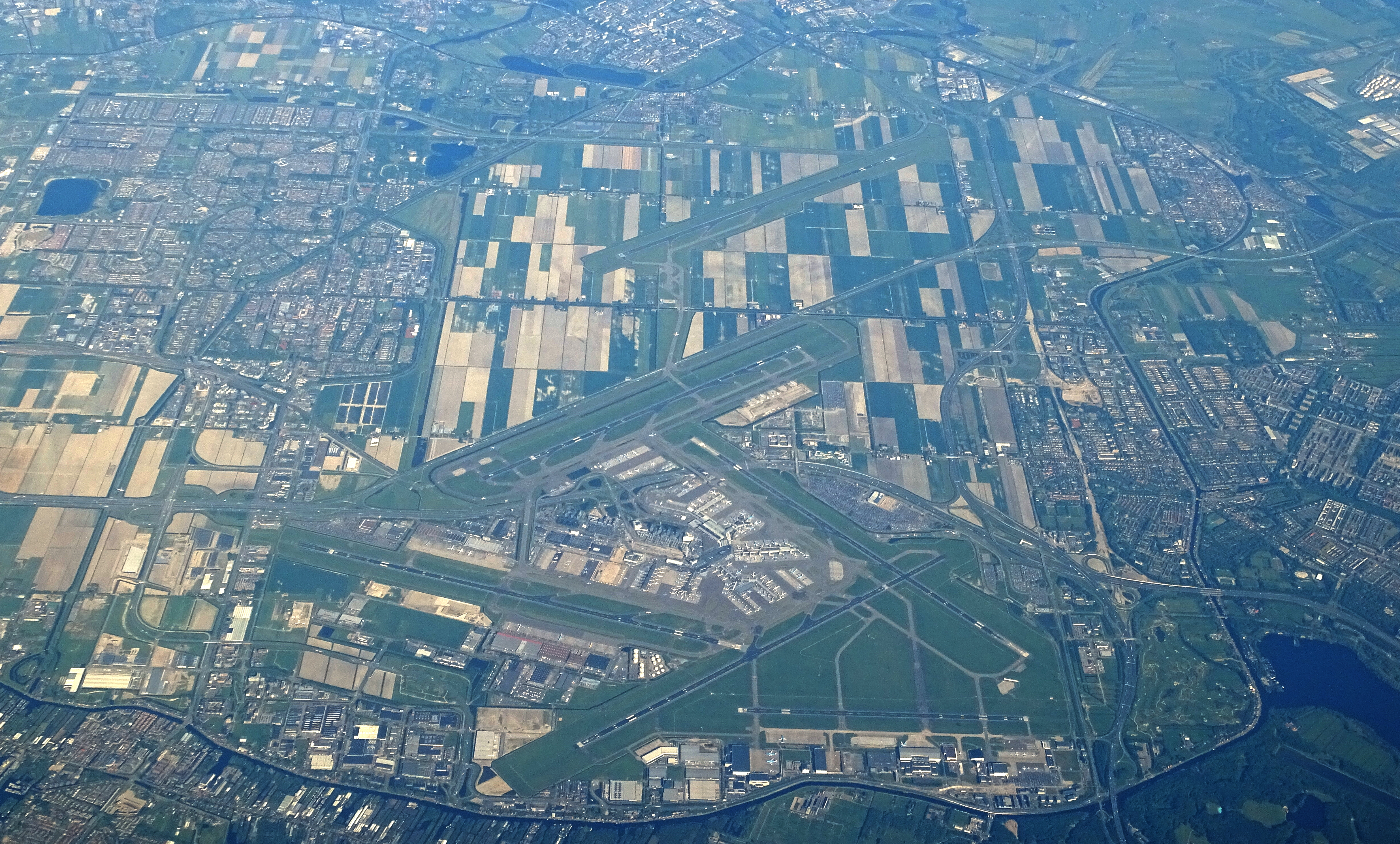
上空から　2018年

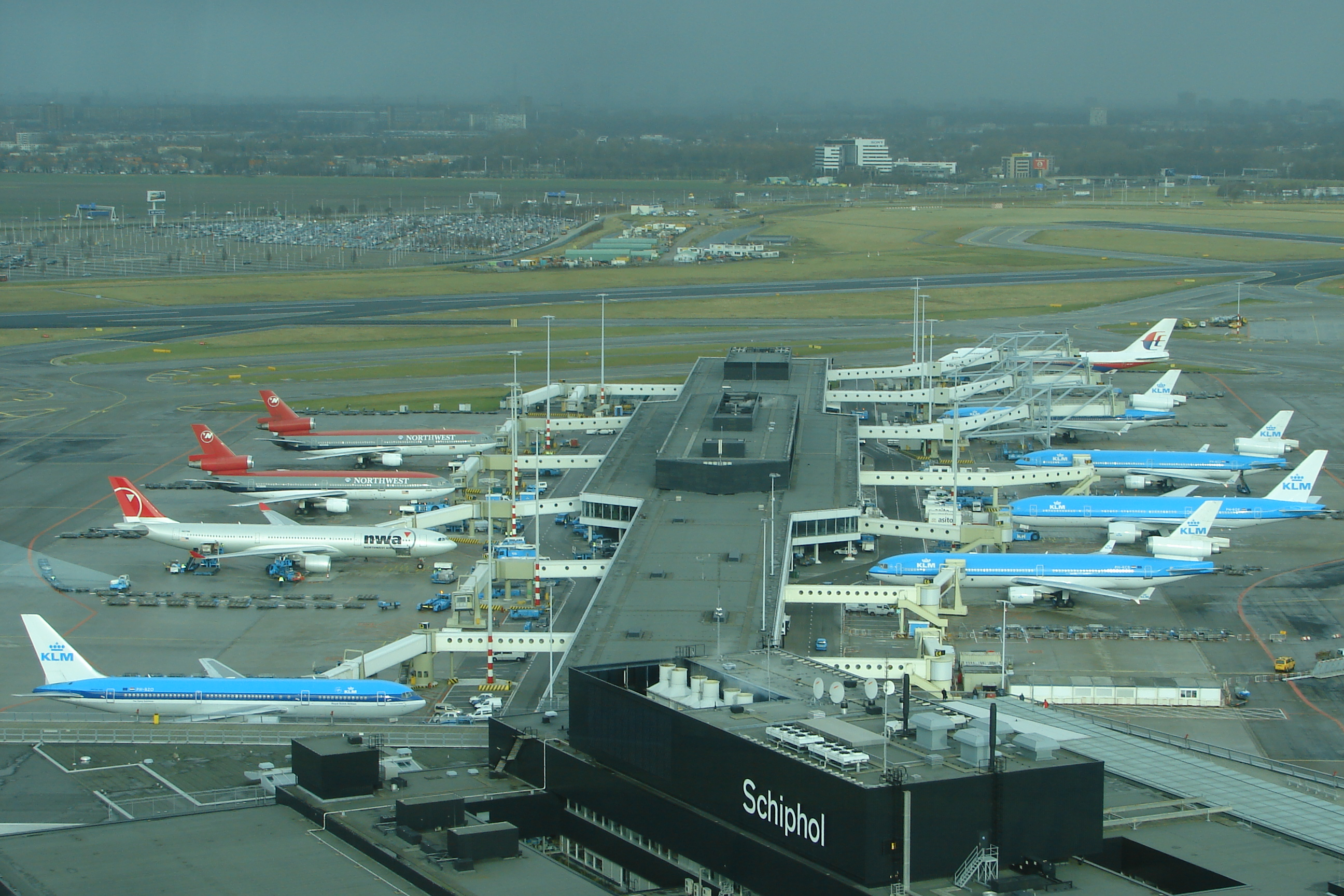
ピアE

アムステルダム・スキポール空港（アムステルダム・スキポールくうこう、英: Amsterdam Airport Schiphol）は、オランダ最大の国際空港である。アムステルダムから10km南西の北ホラント州ハーレマーメール基礎自治体に位置する。旅客数においてはロンドン・ヒースロー空港とパリ＝シャルル・ド・ゴール空港に次いで欧州第3位であり、「ヨーロッパの空の玄関口」とも称される。
「スキポール」は英語読み（[ˈskɪp(h)ɒl]）に基づくカタカナ表記で、オランダ語での発音は「スヒップホル」または「シポール」[ˈsxɪp(ɦ)ɔl, sxɪpˈɦɔl]に近い。

## 概要
スキポール空港は、 KLMオランダ航空、マーティンエアー、トランサヴィアなどオランダの航空会社や、KLM と提携するデルタ航空（旧ノースウエスト航空路線）が拠点としている。6本の滑走路を持ち、欧州の代表的なハブ空港の一つとして機能している。干拓地にあるため、海面下に位置している。
現在、スキポールがある位置にはレイク (Rijk) と呼ばれる村があり、スキポールの名は東スキポール (Schiphol-Oost)、スキポールレイク (Schiphol-Rijk) といった地名共々使われていた。
スキポール空港はスキポールグループ（Schiphol Group、旧スキポール空港株式会社 (NV Luchthaven Schiphol)）の資産で、株主は国、アムステルダム市、ロッテルダム市などである。

## 歴史
"Schip" は船、"hol" は穴という意味が示す通り、昔一帯は湖だった。スキポールと言う地名は1447年9月11日付の古文で Sciphol と記されている。由来ははっきりしないが、木（scip；ゴート語）のある沼地を意味するという説や、羊飼いがハーレマーメーア（メーアは湖の意）の北東の角にあり、ラーハーヴァル（冷たい海風）が強く吹くこの土地を羊の地獄 (Scheeps-hel) と呼んで避けたことから名づけられたと言う説がある。
1848年にハーレマーメーアの干拓が始まり、1852年に完成した。この新しいポルダーの北東の角には世界遺産に登録されているアムステルダムの防塞線（1880年から1920年ころに作られたアムステルダムを防御するための 135 キロメートルに及ぶ堤防・要塞網）のための要塞が作られ、スキポール要塞 (Fort Schiphol) と呼ばれた。
1916年に陸軍大臣 (Minister van Oorlog) がアムステルダムの防塞線の端に位置するスキポール要塞に面した土地を、軍用空港のために購入することを了承した。同年8月には最初の航空機が16.5ヘクタールの空港に着陸している。しかしこの空港は狭すぎることがすぐに明らかになり、76ヘクタールまで拡大された。
第一次世界大戦後は郵便、貨物、さらには旅客までもが、不要な軍用機を小改造して輸送されるようになった。オランダも当然この状況を静観していたわけでなく、1919年10月にプレスマンによりオランダ及び植民地の王立航空株式会社（Koninklijke Luchtvaart Maatschappij voor Nederland en Koloniën N.V.；KLMオランダ航空の前身）が設立された。1920年5月17日より KLM によるアムステルダムからロンドンへの定期旅客便の運航便が始まり、スキポールがアムステルダムにおける離着陸箇所となった。
1921年には乗客用の宿泊施設が完備され、きちんとした部屋を手配することが可能になった。多くの路線が開設され、より多くの、より大きな航空機が発着するようになった。しかしこれにより次第にこの空港の問題点が表面化する。十分な排水が行われていなかったため、飛行機が頻繁に泥湿地に沈んだのである。
しかし市民にとってこの空港はますます重要になっており、1926年4月1日にスキポール空港はアムステルダム市に買収される。市はすぐに空港の改良に取り組み、敷地や周辺道路の排水を良くしたほか、50×100メートルの舗装エプロンを整備し、緑地が30ヘクタールまで増やされた。さらに旅客ターミナルと管制塔も建設された。
1935年には空港が180ヘクタールまで拡大され、高度の高い区域が増えたほか、200キロメートルの排水溝が整備された。夜間の離着陸に備え照明が整えられ、舗装滑走路4本を備える空港に発展した。
1940年5月にはスキポールはナチス・ドイツによる空襲の対象となった。ドイツ軍は空港を占領し、さらにここを基点に軍を展開した。またドイツ軍はハーレマーメーア鉄道から直接空港内に乗り入れる鉄道を建設した。スキポール空港は戦争中に幾度となく連合国の攻撃対象となり、使用不能となった。1945年5月ドイツの敗戦によりスキポール空港はオランダの手に戻り、集中的な修復工事により1945年7月8日に DC-3 が再びスキポールに着陸できるようになる。数ヵ月後には空港は完全に修復された。
スキポールの需要は戦後急速に伸び、敷地不足は明らかであった。このため、南部への拡大が決定される。
2007年、テロ対策として、搭乗手続きを行う施設に全身スキャナー（ミリ波パッシブ撮像装置）の導入が行われた。
2020年代になり環境対策としてオランダ政府による空港発着数制限が検討され、22年6月に空港周辺の騒音問題、周辺住民の健康や自然環境に及ぼす影響を懸念し、23年の年間発着回数50万回から46万回、24年には44万回ヘの段階的削減する「グリーンキャップ」政策が決定したが、本拠地とするKLMグループや拠点としているデルタ航空、イージージェット、TUIなどは規模維持しつつ騒音や二酸化炭素排出量を削減できると主張し異議申し立てを行うことを合意し、業界団体のAirlines for Europe（A4E）やEuropean Regions Airline Association（ERA）、BARINのほか、国際航空運送協会（IATA）もこれを支持した。制限項目にLCCに対する新規就航制限があり、23年に就航許可を得ていたジェットブルーがオランダ空港調整局（ACNL）による一時就航拒否されたため、米国運輸省（DOT）に告訴、DOTはEUとのオープンスカイ協定違反の対抗措置としてKLMのJFK発着枠制限措置まで言及したため、23年11月にオランダ政府側は政策を断念撤回した。しかし環境対策名目の深夜発着枠制限や乗り継ぎ客課税などのオランダ議会提案は検討されていて、対する航空業界との駆け引きは予断を許さない状況にある。

## 施設

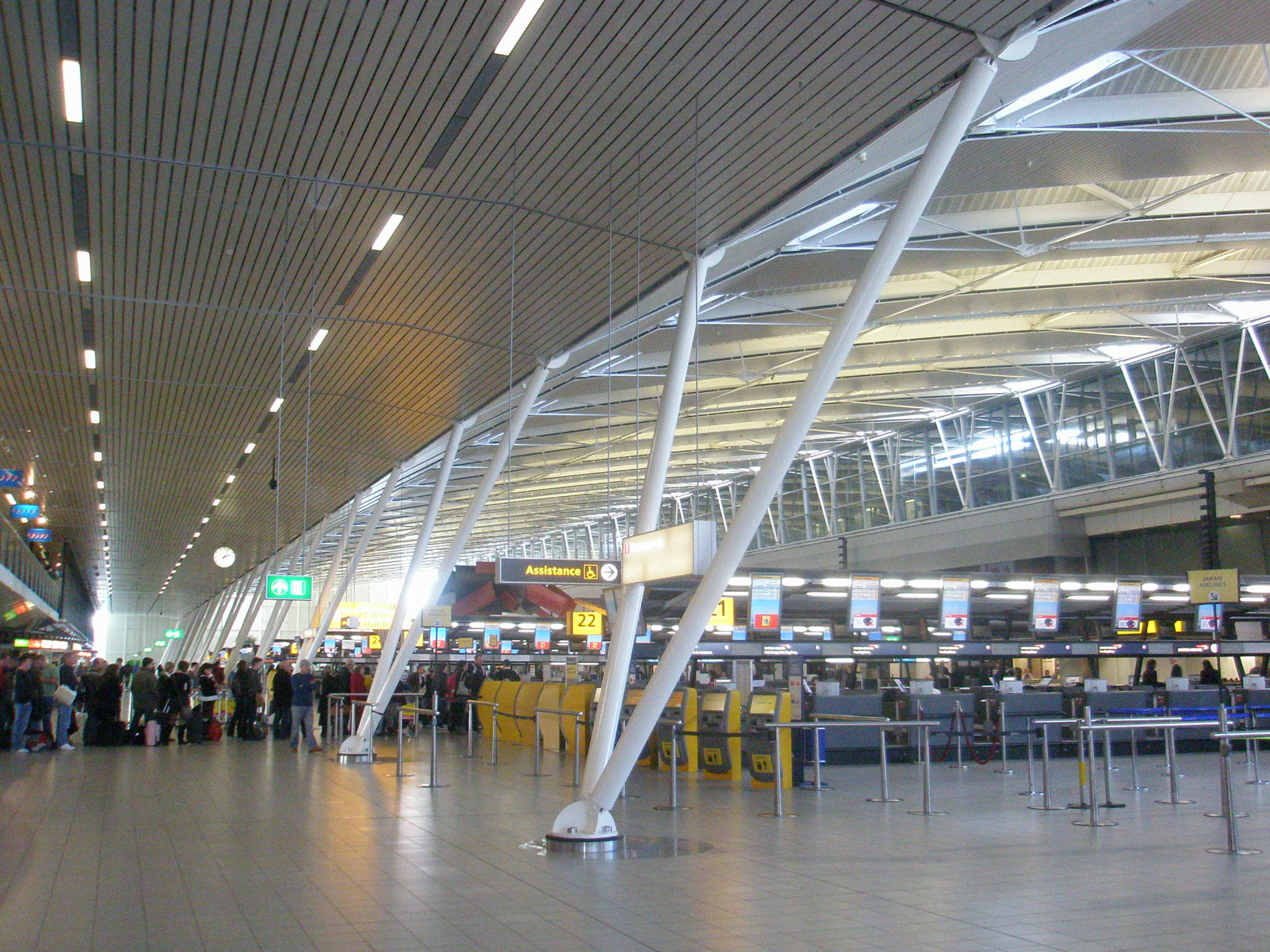
出発ロビー3（Departures 3）

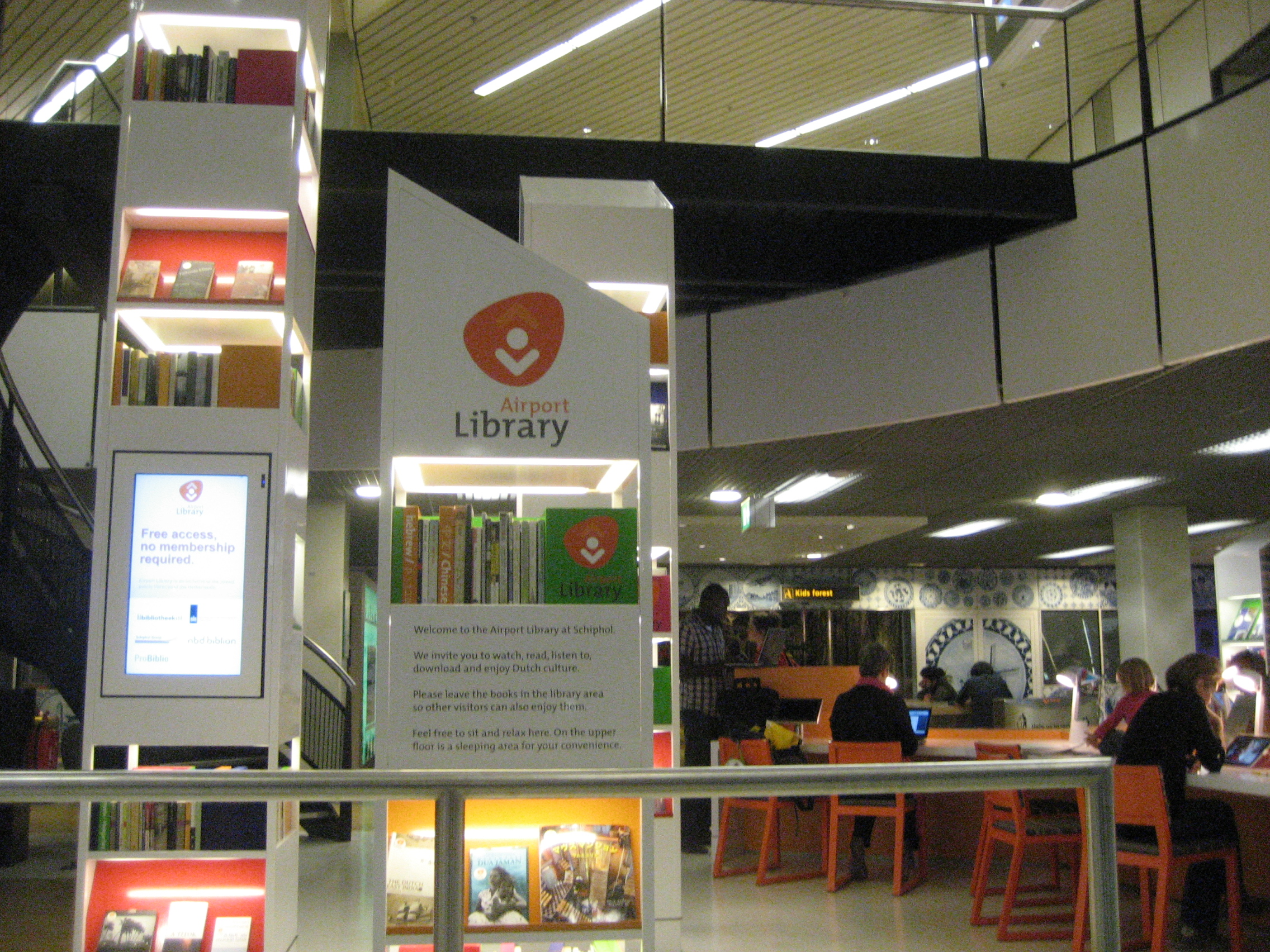
スキポール空港図書館

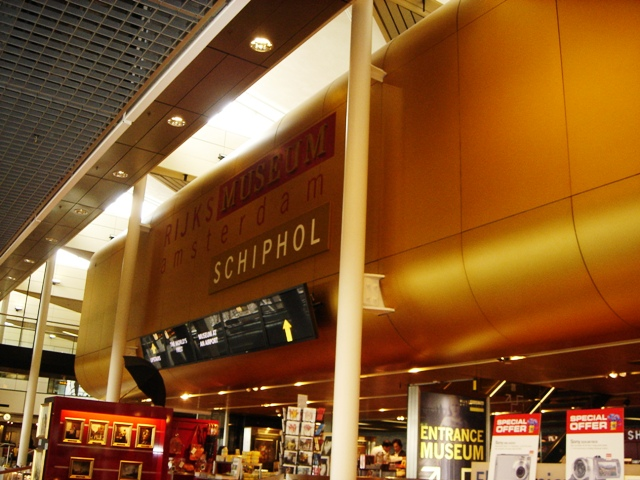
アムステルダム国立美術館スキポール空港分館

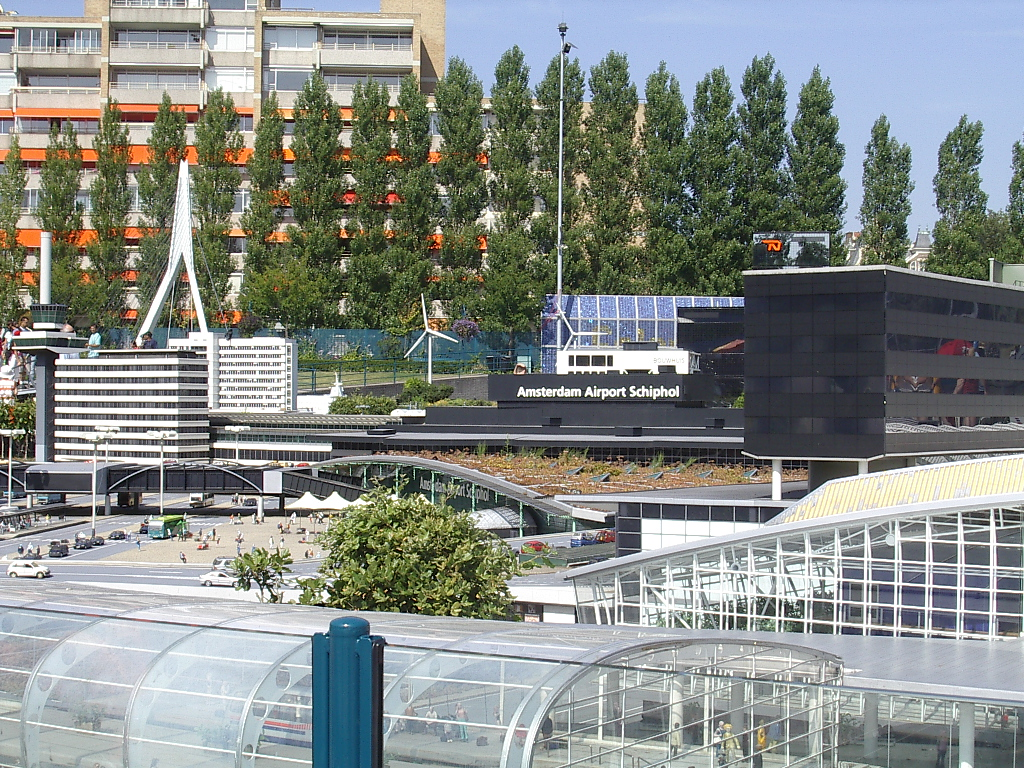
マドローダム内のミニチュアのスキポール空港

スキポール空港は単一ターミナル思想に基づいて設計されている。全ての航空会社、旅客が必要とする全ての施設が一つのターミナルビルの中にあり、出発・到着・乗り継ぎが歩いて行けるように配置されている。出発客と到着客はラウンジと搭乗棟の区域を共用する形式を取っており、出入国審査などを通過することなく乗り継ぎ便にアクセスすることが出来る。

### 出発ロビー（Departure Hall）
ターミナルの出発ロビーは3つに区分されており、それぞれ Departures1～3 と呼ばれている。スキポール駅・バスターミナル側（南西側）より見て、右側の建物の2階に Departures 1と2 が、左側の建物の2階に Departures 3 が存在している。また、チェックインカウンターは、Departures 1 側より1,2,3と付番されている。Departures 1,2 と、Departures 3 の間は通路によって接続されており、徒歩で移動可能である。

### ラウンジ（Lounge）
出発ロビーより出国審査（シェンゲン域内便の場合は航空券確認ゲート）を経て、旅客ラウンジ（Lounge）にアクセスすることが可能である。Departures の位置に対応して、南西側より見て右側の建物に Lounge 1,2 が、左側の建物に Lounge 3 が存在する。なお、Lounge 1 はシェンゲン域内用である。国際便からシェンゲン域内便に乗り継ぐ客が、Lounge 2,3 から Lounge 1 に移動する時には、両ラウンジ間に存在する出国審査（入国審査）ゲートを通過することができる。
ラウンジには休憩用のソファーだけでなく多くの店舗（物販店・飲食店等）やアムステルダム国立美術館の土産物店がある。なお、インターネット接続（WiFi含む）は有料で提供されている。
ホランドカジノ空港店は撤退済み。

### ピア（Pier）
単一ターミナルのスキポール空港は、十分な数の搭乗口を設置するためにピア（桟橋）と呼ばれる搭乗棟がターミナル本体から放射状にのびている。ピアは B,C,D,E,F,G,H,M があり、B,CおよびDの上層階（D1～D59）はシェンゲン域内用、H,Mは一本のピアを共有しており格安航空会社用（Hが国際線用、Mがシェンゲン域内用）、それ以外（Dの下層階D60～D87および、E,F,G）は国際線用となっている。全体で165箇所の搭乗口を備えている。
参考までに、東京・大阪へのフライトは通常ピアEから出発する。

### その他
ラウンジの屋上が無料で開放されており、パノラマ・テラス（Panoramaterras）と呼ばれている。入口は、国内ゾーン（出国審査は通過しない）側にあり、航空ファンだけでなく広く一般に開放されている。

## 拠点・焦点都市としている航空会社
スキポール空港を本拠地（home base airport）とする航空会社は、KLMオランダ航空、マーティンエアー、トランサヴィアの3社である。また、デルタ航空がこの空港を欧州でのハブ空港（拠点都市）として利用している。

## 就航航空会社と就航都市

### 旅客便
各国の航空会社や欧州内の格安航空会社が多数就航している。2005年には91カ国の260都市へ直行便を持っている。
| 航空会社                               | 就航地 |
| -------------------------------------- | --- |
| KLMオランダ航空                        | 西欧:アバディーン、インヴァネス、エディンバラ、カーディフ、グラスゴー、ダブリン、ダラム、トゥールーズ、ニース、ニューカッスル・アポン・タイン、ノリッジ、バーゼル/ミュールーズ、バーミンガム、パリ/CDG、ハンバーサイド、ブリストル、ブリュッセル、ベルファスト、ボルドー、ナント、マンチェスター、モンペリエ、リーズ/ブラッドフォード、リヨン、ルクセンブルク、ロンドン/LCY、ロンドン/LHT 東欧:キーウ/ボルィースピリ、ザグレブ、サンクトペテルブルク、スプリト、ブカレスト、ブダペスト、モスクワ/シェレメーチエヴォ 中欧:ウィーン、ヴロツワフ(2019年5月6日就航予定)、グダニスク、グラーツ、クラクフ、シュトゥットガルト、ジュネーヴ、チューリッヒ、デュッセルドルフ、ドレスデン、ニュルンベルク、ハノーファー、ハンブルク、プラハ、フランクフルト、ブレーメン、ベルリン/テーゲル、ミュンヘン、ワルシャワ/ショパン 南欧:アテネ、アリカンテ、ヴェネツィア、カターニア、カリャリ、ジェノヴァ、トリノ、ナポリ(2019年4月21日就航予定)、バルセロナ、バレンシア、ビルバオ、フィレンツェ、ボローニャ、ポルト、マドリード、マラガ、ミラノ/マルペンサ、ミラノ/リナーテ、リスボン、ローマ/フィウミチーノ 北欧:オスロ/ガーデモエン、オールボー、オーレセン、クリスチャンスン、コペンハーゲン、サンデフィヨルド、スタヴァンゲル、ストックホルム/アーランダ、トロンハイム、ビルン、ベクショー、ベルゲン、ヘルシンキ、キッティラ(2025年11月23日より運航開始予定)、イェーテボリ、リンシェーピング 東アフリカ:エンテベ、キガリ、キリマンジャロ、ナイロビ/ジョモ・ケニヤッタ 西アフリカ:アクラ、ラゴス 南部アフリカ:ウィンドフック/ホセア・クタコ、ケープタウン、ダルエスサラーム、ヨハネスブルク/O・R・タンボ、ルアンダ 北米:アトランタ、エドモントン、カルガリー、サンフランシスコ、シカゴ/ORD、トロント/ピアソン、ニューヨーク/JFK、バンクーバー、ヒューストン、ボストン、マイアミ、ミネアポリス＝セントポール、モントリオール/トルドー、ラスベガス(2019年6月6日就航予定)、ロサンゼルス/LAX、ワシントン/ダレス カリブ海:アルバ、キュラソー、シント・マールテン、ハバナ、ボネール 中南米:グアヤキル、パナマシティ、メキシコシティ 南米:カタルヘナ、キト、サンティアゴ・デ・チレ、サンパウロ/グアルーリョス、パラマリボ、ブエノスアイレス/エセイサ、フォルタレザ、ボゴタ、リオデジャネイロ/ガレオン、リマ 東アジア:廈門、大阪/関西、杭州、上海/浦東、成都、ソウル/仁川、台北/桃園、東京/成田、北京/首都、香港 東南アジア:クアラルンプール/国際、ジャカルタ/スカルノ・ハッタ、シンガポール、デンパサール、バンコク/スワンナプーム、マニラ 南アジア:デリー、ムンバイ 中東:アブダビ、イスタンブール、クウェート、ダンマーム、テルアビブ/ベン・グリオン、ドバイ/国際、バーレーン、マスカット 季節運航 西欧:マルセイユ 東欧:スプリト 南欧:イビサ 東アフリカ:モーリシャス 北米:ソルトレイクシティ 中南米:サンホセ 南アジア:コロンボ |
| TUIフライ・ネーデルラント              | 南欧:グラン・カナリア、テネリフェ・スール、フエルテベントゥラ、マラガ、ランサローテ 北アフリカ:サル、サン・ヴィンセンテ、プライア、フルガダ、ボア・ヴィスタ、マルサ・アラム 西アフリカ:バンジュール 北米:オーランド/サンフォード、マイアミ カリブ海:アルバ、オルギン、キュラソー、プンタ・カナ、モンテゴ・ベイ、バラデーロ、ボネール 中南米:カンクン 南米:パラマリボ 季節運航 東欧:オフリド、プーラ 南欧:アリカンテ、イビサ、イラクリオン、カルパトス、ケファロニア、コス、コルフ、ザキントス、サモス、サントリーニ、スキアトス、セビリア、ハニア、パフォス、パルマ・デ・マヨルカ、ファロ、プレヴェザ/レフカダ、フンシャル、ポンタ・デルガダ、ミコノス、ミティリーニ、メノルカ、ラ・パルマ、ロードス 北欧:イヴァロ、キッティラ、クーサモ 北アフリカ:エンフィダ、シャルム・エル・シェイク 東アフリカ:モンバサ 西アフリカ:ダカール/ディアス 南部アフリカ:ザンジバル 中東:アンタルヤ、イズミル、ガーズィパシャ、ダラマン、ボドルム |
| トランサヴィア                         | 西欧:ニース、パリ/ORY 東欧:ソフィア、ティラナ、ベオグラード 中欧:インスブルック、カトヴィツェ、チューリッヒ、ミュンヘン(2019年2月3日運航終了予定)、リュブリャナ 南欧:アテネ、アリカンテ、アルメリア、イビサ、カターニア、グラン・カナリア、セビリア、テッサロニキ、テネリフェ・スール、ナポリ、バーリ、バルセロナ、バレンシア、ピサ、ファロ、フエルテベントゥラ、フンシャル、ポルト、マラガ、ラ・パルマ、ラルナカ、ランサローテ、リスボン、レウス 北欧:ヘルシンキ 北アフリカ:アガディール、カサブランカ、マラケシュ 中東:テルアビブ/ベン・グリオン、ベイルート 季節運航 西欧:アジャクシオ、シャンベリ 東欧:ヴァルナ、ドブロブニク 中欧:ザルツブルク 南欧:イラクリオン、ヴェローナ、オルビア、カラマタ、ケファロニア、コス、コルフ、ザキントス、サモス、ジローナ、ハニア、パフォス、パレルモ、パルマ・デ・マヨルカ、ヒオス、プレヴェザ/レフカダ、マルタ、ミコノス、メノルカ、ロードス 北アフリカ:サル 中東:アンタルヤ、イズミル、エイラート/オブダ、ダラマン、ドバイ/国際、ボドルム 季節チャーター便 南欧:ヴォロス 北欧:イヴァロ、キッティラ、キルナ(2019年2月2日就航予定)、クーサモ、トロムソ(2019年1月19日就航予定)、ロヴァニエミ 北アフリカ:エッサウィラ、ジェルバ、シャルム・エル・シェイク、モナスティル |
| コレンドン・ダッチ航空                 | 南欧:グラン・カナリア、テネリフェ・スール、フエルテベントゥラ、フンシャル、ランサローテ 北アフリカ:フルガダ 中東:アンタルヤ 季節運航 東欧:オフリド、ブルガス 南欧:アリカンテ、アルゲーロ、イビサ、イラクリオン、エルジャン、カターニア、コス、コルフ、ザキントス、トラーパニ、パルマ・デ・マヨルカ、ファロ、マラガ、ミティリーニ、ロードス 北アフリカ:エンフィダ 西アフリカ:バンジュール 南米:ナタール(2019年11月3日就航予定) 中東:イズミル、ダラマン、ボドルム |
| エアリンガス                           | コーク、ダブリン |
| ブリティッシュ・エアウェイズ           | ロンドン/LGW、ロンドン/LCY、ロンドン/LHT |
| イージージェット                       | 西欧:エディンバラ、グラスゴー、ニース、バーゼル/ミュールーズ、ブリストル、ベルファスト/国際、ベルリン/シェーネフェルト、ボルドー、マンチェスター、リバプール、ロンドン/LGW、ロンドン/SEN、ロンドン/STN、ロンドン/LTN 東欧:ブダペスト 中欧:ウィーン、ジュネーヴ、チューリッヒ、プラハ 南欧:アリカンテ、ヴェネツィア、ナポリ、フエルテベントゥラ、マラガ、ミラノ/マルペンサ、ミラノ/リナーテ、リスボン、ローマ/フィウミチーノ 北アフリカ:アガディール 中東:テルアビブ/ベン・グリオン 季節運航 西欧:トゥールーズ、マルセイユ 東欧:スプリト、ドブロブニク、プーラ(2019年6月29日就航予定) 中欧:ザルツブルク 南欧:イビサ、オルビア、カターニア、コルフ、テネリフェ・スール、パルマ・デ・マヨルカ、ランサローテ、ロードス |
| Jet2.com                               | リーズ/ブラッドフォード |
| エールフランス                         | クレルモン＝フェラン、ストラスブール、ナント、パリ/CDG、レンヌ、トゥールーズ(2025年10月26日より運航再開予定) 季節運航:マルセイユ |
| ウクライナ国際航空                     | キーウ/ボルィースピリ |
| クロアチア航空                         | ザグレブ 季節運航:ドブロブニク、プーラ |
| エア・セルビア                         | ベオグラード |
| ブルガリア航空                         | ソフィア 季節チャーター便:ヴァルナ、ブルガス |
| ベラヴィア                             | ミンスク |
| タロム航空                             | ブカレスト |
| アエロフロート・ロシア航空             | モスクワ/シェレメーチエヴォ |
| オーストリア航空                       | ウィーン |
| スイス インターナショナル エアラインズ | チューリッヒ |
| アドリア航空                           | リュブリャナ |
| チェコ航空                             | プラハ |
| ルフトハンザドイツ航空                 | フランクフルト、ミュンヘン |
| ユーロウイングス                       | シュトゥットガルト、ハンブルク、ミュンヘン |
| LOTポーランド航空                      | ワルシャワ/ショパン |
| アリタリア-イタリア航空                | ミラノ/リナーテ、ローマ/フィウミチーノ |
| エーゲ航空                             | アテネ |
| イベリア・エクスプレス                 | マドリード |
| ブエリング航空                         | 西欧:ロンドン/LTN 中欧:ウィーン 南欧:アリカンテ、サンティアゴ・デ・コンポステーラ、バルセロナ、ビルバオ、フィレンツェ、フエルテベントゥラ、ポルト、マラガ、ミラノ/マルペンサ、リスボン、ローマ/フィウミチーノ 季節運航:イビサ、バルセロナ、パルマ・デ・マヨルカ |
| エア・ヨーロッパ                       | マドリード |
| TAP ポルトガル航空                     | ポルト、リスボン |
| マルタ航空                             | マルタ |
| アイスランド航空                       | レイキャヴィーク/ケプラヴィーク |
| ノルウェー・エアシャトル               | 北欧:オスロ/ガーデモエン、コペンハーゲン、ストックホルム/アーランダ、ヘルシンキ 北米:ニューヨーク/JFK |
| スカンジナビア航空                     | オスロ/ガーデモエン、コペンハーゲン、ストックホルム/アーランダ |
| エア・バルティック                     | ヴィリニュス、タリン、リガ |
| フィンエアー                           | ヘルシンキ |
| エジプト航空                           | カイロ |
| チュニスエア                           | チュニス |
| ロイヤル・エア・モロッコ               | カサブランカ、タンジェ、ナドール 季節運航:アル・ホセイマ、ウジダ |
| エア・アラビア・モロッコ               | ナドール、タンジェ、フェズ 季節運航:マラケシュ |
| ケニア航空                             | ナイロビ/ジョモ・ケニヤッタ |
| モーリシャス航空                       | 季節運航:モーリシャス |
| アメリカン航空                         | フィラデルフィア 季節運航:ダラス/フォートワース |
| デルタ航空                             | アトランタ、オーランド、シアトル、ソルトレイクシティ、タンパ(2019年5月23日就航予定)、デトロイト、ニューヨーク/JFK、ボストン、ポートランド、ミネアポリス＝セントポール、ロサンゼルス/LAX |
| ユナイテッド航空                       | サンフランシスコ、シカゴ/ORD、ニューアーク、ヒューストン、ワシントン/ダレス |
| エア・カナダ                           | トロント/ピアソン |
| エア・トランザット                     | 季節運航:カルガリー、トロント/ピアソン、バンクーバー |
| アエロメヒコ航空                       | メキシコシティ |
| スリナム・エアウェイズ                 | パラマリボ |
| 中国東方航空                           | 上海/浦東 |
| 中国南方航空                           | 北京/首都、広州 |
| 厦門航空                               | 厦門 |
| チャイナエアライン                     | 台北/桃園 |
| エバー航空                             | 台北/桃園、バンコク/スワンナプーム |
| キャセイパシフィック航空               | 香港 |
| 大韓航空                               | ソウル/仁川 |
| ガルーダ・インドネシア航空             | ジャカルタ/スカルノ・ハッタ |
| シンガポール航空                       | シンガポール |
| イラン航空                             | テヘラン/エマーム・ホメイニー |
| エア・アスタナ                         | アティラウ |
| エミレーツ航空                         | ドバイ/国際 |
| エティハド航空                         | アブダビ |
| エル・アル航空                         | テルアビブ/ベン・グリオン |
| Sun d'Or                               | 季節運航:テルアビブ/ベン・グリオン |
| アルキア・イスラエル航空               | 季節運航:テルアビブ/ベン・グリオン |
| カタール航空                           | ドーハ |
| ジョージアン・エアウェイズ             | トビリシ |
| ターキッシュ エアラインズ              | イスタンブール/サビハ・ギョクチェン、イスタンブール |
| アトラスグローバル                     | イスタンブール |
| ペガサス航空                           | アンタルヤ、スタンブール/サビハ・ギョクチェン 季節運航:イズミル、カイセリ、コンヤ、ボドルム |
| サンエクスプレス                       | イズミル 季節運航 北アフリカ:アル・ホセイマ、ナドール 中東:アンカラ、アンタルヤ、カイセリ、コンヤ |
| ロイヤル・ヨルダン航空                 | アンマン/クィーンアリア |

### 貨物便
| 航空会社                          | 就航地 |
| --------------------------------- | --- |
| マーティンエアー                  | 西欧:ロンドン/スタンステッド 北アフリカ:カイロ 東アフリカ:エンテベ、キガリ、ダルエスサラーム、ナイロビ/ジョモ・ケニヤッタ 南部アフリカ:ハラレ、ヨハネスブルク/O・R・タンボ、ルサカ 北米:マイアミ カリブ海:アグアディヤ 中南米:グアテマラシティ 南米:カンピーナス/ヴィラコッポス、カラカス、キト、サンティアゴ・デ・チレ、ブエノスアイレス/エセイサ、ボゴタ、リマ |
| コイン・エアウェイズ              | トビリシ |
| DHLエアUK                         | イーストミッドランズ、ロンドン/ヒースロー |
| カーゴルックス航空                | ルクセンブルク |
| エアブリッジ・カーゴ              | 東欧:ノヴォシビルスク、モスクワ/シェレメーチエヴォ、モスクワ/ドモジェドヴォ 北欧:レイキャヴィーク/ケプラヴィーク 北米:アンカレッジ、シカゴ/オヘア、ロサンゼルス 東アジア:上海/浦東、成都、鄭州 |
| フェデックス・エクスプレス        | 西欧:パリ/シャルル・ド・ゴール 北欧:オスロ/ガーデモエン |
| カリッタエア                      | バーレーン |
| LATAMカーゴ チリ                  | 中欧:フランクフルト 南米:カンピーナス/ヴィラコッポス、サンティアゴ・デ・チレ |
| 中国国際貨運航空                  | 上海/浦東、天津 |
| 中国貨運航空                      | 南欧:サラゴサ 北欧:コペンハーゲン 東アジア:上海/浦東、西安、鄭州、天津、寧波 |
| 金鵬航空                          | 中欧:ミュンヘン 東アジア:上海/浦東、鄭州、天津 |
| 中国南方航空貨運                  | 広州、上海/浦東、重慶 |
| チャイナエアライン・カーゴ        | 中欧:フランクフルト 東アジア:香港 東南アジア:バンコク/スワンナプーム 中東:ドバイ/アール・マクトゥーム |
| キャセイパシフィック・カーゴ      | 中欧:フランクフルト 東アジア:香港 南アジア:チェンナイ 中東:ドバイ/アール・マクトゥーム |
| 大韓航空カーゴ                    | ソウル/仁川 |
| 日本貨物航空                      | 中欧:フランクフルト/ハーン 南欧:ミラノ/マルペンサ 東アジア:東京/成田 |
| シンガポール航空カーゴ            | 西欧:ロンドン/ヒースロー 北米:シカゴ/オヘア、シンシナティ 東南アジア:シンガポール 南アジア:チェンナイ、バンガロール、ムンバイ 中東:シャールジャ |
| イラン航空カーゴ                  | テヘラン/エマーム・ホメイニー |
| シルクウェイ航空                  | バクー |
| エミレーツ・スカイカーゴ          | 西欧:ルクセンブルク 南欧:バルセロナ 北欧:オスロ/ガーデモエン 北米:コロンバス/リッケンバッカー、シカゴ/オヘア、ヒューストン、ロサンゼルス 中東:ドバイ/アール・マクトゥーム |
| エティハド・カーゴ                | カリブ海:ブリッジタウン 南米:ボゴタ 中東:アブダビ |
| カタール航空カーゴ                | 北米:シカゴ/オヘア 中東:ドーハ |
| サウディア・カーゴ                | 東アフリカ:ナイロビ/ジョモ・ケニヤッタ 南部アフリカ:ヨハネスブルク/O・R・タンボ 中東:ジッダ、ダンマーム |
| ターキッシュ エアラインズ・カーゴ | 西欧:ロンドン/スタンステッド 中東:イスタンブール/アタテュルク |
| MNG航空                           | 中欧:ミュンヘン 北アフリカ:トリポリ/ミティガ 中東:イスタンブール/アタテュルク |

## 欧州の他空港との比較
スキポール空港は旅客数において、欧州第3位の地位を占めている。
| 位 | 空港名                         | 国                         | 年間旅客数   | 世界順位 |
| -- | ------------------------------ | -------------------------- | ------------ | -------- |
| 1  | ヒースロー空港                 | イギリス（ロンドン）       | 80,126,320人 | 7位      |
| 2  | シャルル・ド・ゴール空港       | フランス（パリ）           | 72,229,723人 | 9位      |
| 3  | アムステルダム・スキポール空港 | オランダ（アムステルダム） | 71,053,147人 | 12位     |
| 4  | フランクフルト空港             | ドイツ（フランクフルト）   | 68,360,648人 | 14位     |
| 5  | バラハス空港                   | スペイン（マドリード）     | 52,122,702人 | 23位     |
| 6  | ミュンヘン空港                 | ドイツ（ミュンヘン）       | 46,253,623人 | 38位     |
| 7  | ガトウィック空港               | イギリス（ロンドン）       | 46,075,400人 | 39位     |

※世界第一位の空港はアメリカのアトランタ空港であり、旅客数は107,394,029人である。日本の空港では羽田空港が第5位の87,131,973人である。

## 空港へのアクセス
アムステルダム市街地に隣接しており、鉄道やバスで周辺都市へアクセス可能である。アムステルダム市街地中心部まで約10km（所要10～15分）である。

### 鉄道
空港ターミナルの地下1階にオランダ鉄道スキポール空港駅があり、アムステルダムとロッテルダムを結ぶ幹線鉄道路線が通っている。アムステルダム（中央駅15分）、ロッテルダム（50分）、ユトレヒト（30～50分）などオランダ各地への直通列車をだけでなく、ドイツ方面へのインターシティや、ベルギーやフランス方面への高速列車 Thalysの停車駅でもある。（カッコ内は平均的な所要時間）
詳細はスキポール空港駅、乗り継ぎ案内はオランダ鉄道公式サイトをそれぞれ参照

### バス
近隣市街地よりバスが、ターミナルビル前のバス停（Schiphol Plaza/NS 停留所）へ乗り入れている。バス専用道路が設定されている路線や急行運転を行っている路線もあり、アムステルフェーンやハールレムなどの鉄道の直通路線の無い近郊都市へはバスが最も早くアクセスできる手段となっている。車内支払いより割安になる共通回数券は空港内の売店（AKO等）で販売されている。
詳細はスキポール駅、乗り継ぎ案内は9292OV、運賃システムは国内交通料金収受システムをそれぞれ参照

## 事故
スキポール空港に関連する重大事故（死者発生）は次の通りである。
- 1946年11月14日 時刻不明、Douglas C-47A-90-DL型機、KLMオランダ航空（ロンドン発 アムステルダム着）、着陸失敗（着陸復行3回目）墜落・炎上、死者26名・生存者0名。
- 1953年5月25日 15時30分頃、Convair CV-240-4型機、KLMオランダ航空（アムステルダム発 パリ行き）、離陸失敗、道路上の通行人2名死亡。
- 1986年9月14日 3時10分、Britten-Norman BN-2A Trislander Mk.III-2型機、Kondair貨物便（ロンドン・スタンステッド空港発 アムステルダム着）、着陸失敗（着陸復行2回目 19R滑走路）墜落、死者1名・生存者0名。
- 1992年10月4日 18時35分、Boeing 747-258F、エル・アル航空1862便（アムステルダム発 テル・アヴィブ行き）、緊急着陸失敗（27滑走路）アムステルダム基礎自治体南東区のビエルマー地区の高層アパートに激突、死者4名・生存者0名、住民等39名死亡。
- 1994年4月4日 14時46分、Saab 340B型機、KLMシティホッパー433便（アムステルダム発 カディフ行き）、緊急着陸失敗（復行時 06滑走路）、死者3名・生存者21名。
- 2009年2月25日 10時31分、Boeing 737-8F2型機、トルコ航空1951便（イスタンブール発 アムステルダム着）、着陸失敗（滑走路 18R）滑走路端より1.5kmの北東地点に墜落、死者9名・生存者125名。
- 2014年7月17日　Boeing 777-2H6ER型機、マレーシア航空17便（アムステルダム発　クアラルンプール行）、内戦中のウクライナ上空で親ロシア派が所有しているとされるブーク・ミサイルによる撃墜でドネツィク州に墜落、死者298名・生存者0名。